# العلاقات التنزانية اللبنانية
العلاقات التنزانية اللبنانية هي العلاقات الثنائية التي تجمع بين تنزانيا ولبنان.

## مقارنة بين البلدين
هذه مقارنة عامة ومرجعية للدولتين:
| وجه المقارنة                                              | تنزانيا                        | لبنان                                                                |
| --------------------------------------------------------- | ------------------------------ | -------------------------------------------------------------------- |
| المساحة (كم2)                                             | 947.30 ألف                     | 10.45 ألف                                                            |
| عدد السكان (نسمة)                                         | 57.31 مليون                    | 6.10 مليون                                                           |
| الكثافة السكانية (ن./كم²)                                 | 60.5                           | 583.73                                                               |
| العاصمة                                                   | دودوما                         | بيروت                                                                |
| اللغة الرسمية                                             | اللغة السواحلية، لغة إنجليزية  | اللغة العربية، لغة فرنسية                                            |
| العملة                                                    | شيلينغ تانزاني                 | ليرة لبنانية                                                         |
| الناتج المحلي الإجمالي (بليون دولار)                      | 52.09 مليار                    | 51.84 مليار                                                          |
| الناتج المحلي الإجمالي (تعادل القوة الشرائية) بليون دولار | 138.73 مليار                   | 81.54 مليار                                                          |
| الناتج المحلي الإجمالي الاسمي للفرد دولار أمريكي          | 878                            | 8.05 ألف                                                             |
| الناتج المحلي الإجمالي للفرد دولار أمريكي                 | 2.54 ألف                       | 17.46 ألف                                                            |
| مؤشر التنمية البشرية                                      | 0.521                          | 0.769                                                                |
| رمز المكالمات الدولي                                      | +255                           | +961                                                                 |
| رمز الإنترنت                                              | .tz                            | .lb                                                                  |
| المنطقة الزمنية                                           | ت ع م+03:00، توقيت شرق أفريقيا | ت ع م+02:00، ت ع م+03:00، توقيت شرق أوروبا، توقيت شرق أوروبا الصيفي ‏ |

## منظمات دولية مشتركة
يشترك البلدان في عضوية مجموعة من المنظمات الدولية، منها:
| علم المنظمة | اسم المنظمة                               | تاريخ انضمام تنزانيا | تاريخ انضمام لبنان |
| ----------- | ----------------------------------------- | -------------------- | ------------------ |
|             | مؤسسة التنمية الدولية                     | 6 نوفمبر 1962        | 10 أبريل 1962      |
|             | يونسكو                                    | 6 مارس 1962          | 4 نوفمبر 1946      |
|             | وكالة ضمان الاستثمار متعدد الأطراف        | 19 يونيو 1992        | 19 أكتوبر 1994     |
|             | الأمم المتحدة                             | 14 ديسمبر 1961       | 24 أكتوبر 1945     |
|             | الاتحاد البريدي العالمي                   | ?                    | ?                  |
|             | البنك الدولي للإنشاء والتعمير             | 10 سبتمبر 1962       | 14 أبريل 1947      |
|             | الاتحاد الدولي للاتصالات                  | 31 أكتوبر 1962       | 12 يناير 1924      |
|             | منظمة حظر الأسلحة الكيميائية              | ?                    | ?                  |
|             | مؤسسة التمويل الدولية                     | 10 سبتمبر 1962       | 28 ديسمبر 1956     |
|             | المركز الدولي لتسوية المنازعات الاستشارية | 17 يونيو 1992        | 25 أبريل 2003      |
|             | منظمة الشرطة الجنائية الدولية             | ?                    | ?                  |

## وصلات خارجية
- موقع وزارة الخارجية التنزانية